# 琴盖尔区
琴盖尔区（匈牙利語：Csengeri járás），是匈牙利索博尔奇-索特马尔-贝拉格州的一个区，总面积246.51平方公里，总人口13,485人（2011年），人口密度55人/平方公里。中心城市为琴蓋爾。

## 市镇
琴盖尔区包含一个城镇、两个大村和8个村庄。